# Тетрапептид холецистокинина

CCK-4

Тетрапептид холецистокинина (CCK-4; также PTK7) — фрагмент гормона холецистокинина, характерный своей способностью вызывать тревогу, но также сохраняющий некоторое воздействие на желудочно-кишечный тракт, менее выраженное по сравнению с другими формами холецистокинина. У людей CCK-4 вызывает выраженное чувство тревоги начиная с доз в 50 мкг, в связи с чем препарат используется для индукции панических атак и тестирования возможных анксиолитиков.